# Ancienne Comédie d’Avignon

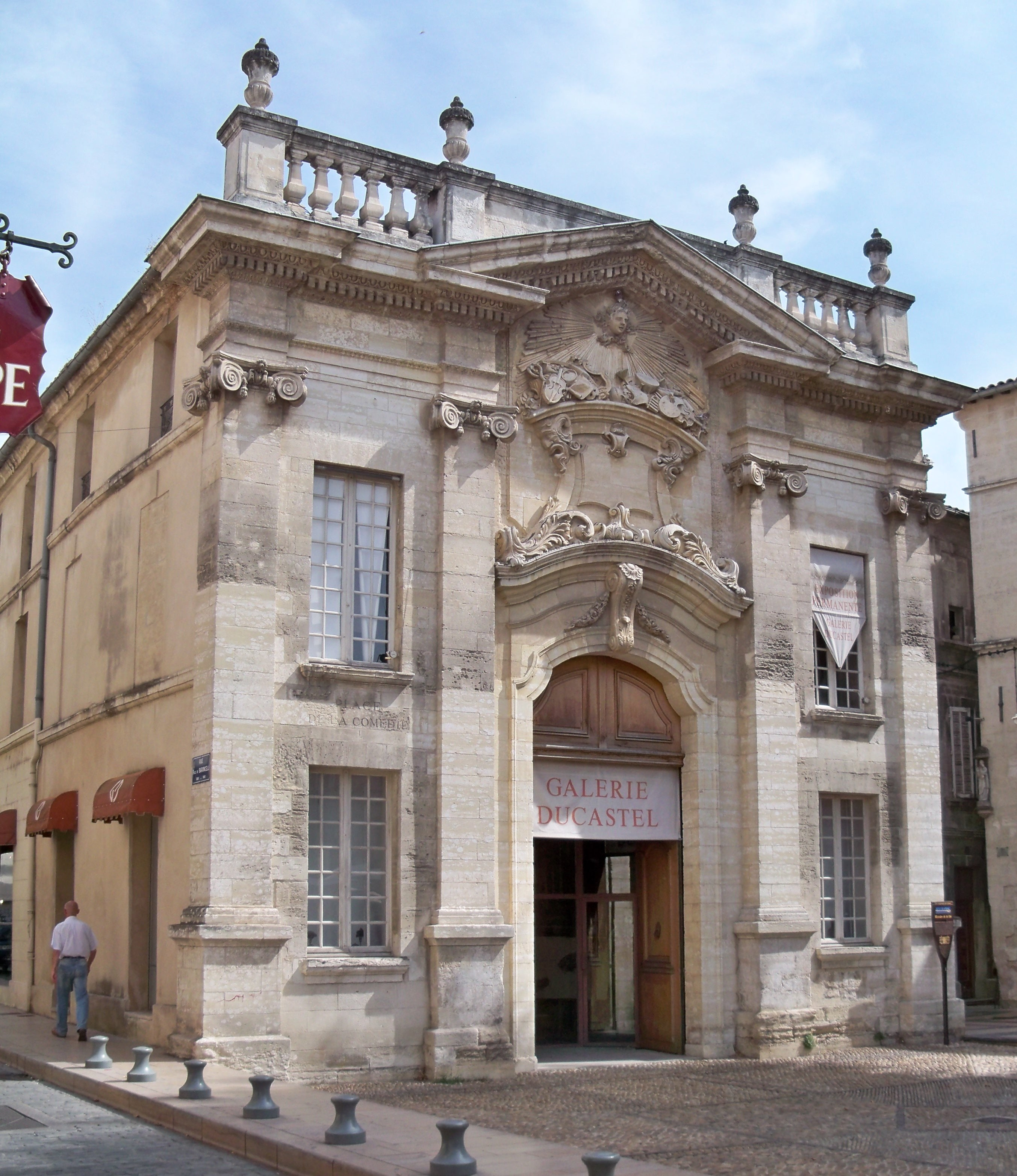
Heutige Theaterfassade

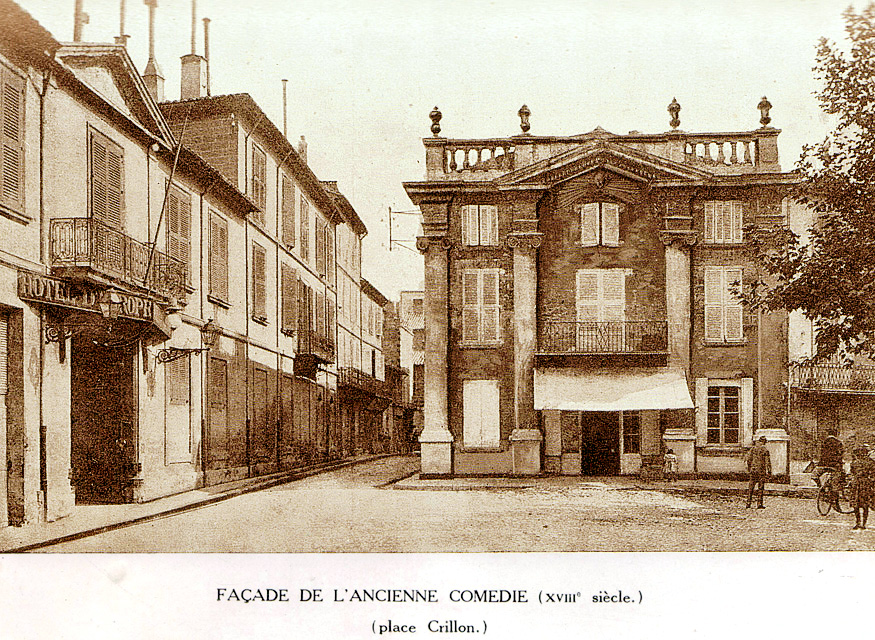
Fassade auf einer Fotografie Anfang des 20. Jahrhunderts

Das Théâtre de l’Ancienne Comédie d’Avignon ist ein historisches Theatergebäude im italienischen Stil, das sich an der Place Crillon in der südfranzösischen Stadt Avignon befindet. Es wurde zwischen 1732 und 1734 nach Entwürfen des Architekten Thomas Lainée errichtet und gilt als erstes Gebäude der Stadt, das ausschließlich für Theateraufführungen konzipiert wurde. Die erhaltene Fassade des Bauwerks ist seit 1931 als Monument historique klassifiziert.

## Geschichte
Vor dem Bau der Ancienne Comédie fanden Theateraufführungen in umgebauten Ballspielhallen statt, etwa im Saal der Familie des Malers Nicolas Mignard, der in den 1650er-Jahren Molière beherbergte. Nach dem Einsturz dieser provisorischen Spielstätte im Jahr 1732 initiierten adelige Familien – darunter die Puget-Barbentane, Suarès d’Aulan und der Duc de Crillon – eine Aktiengesellschaft zum Bau eines eigenständigen Theaters. Sie erwarben eine ehemalige Ballspielhalle an der damaligen Place de l’Oulle und beauftragten Thomas Lainée mit der Planung.
Von 1734 bis 1824 war das Theater ein kultureller Mittelpunkt Avignons. Zwischen 1785 und 1787 leitete der Dramatiker Fabre d’Églantine das Haus, bevor es 1825 zugunsten des moderneren Théâtre de l’Horloge an der Place de l’Horloge geschlossen wurde. Die Schließung reflektierte den zeitgenössischen Trend hin zu größeren, technisch besser ausgestatteten Spielstätten.

## Standort und Architektur
Das Theater prägt bis heute das Erscheinungsbild der Place Crillon (Nr. 9), die nach ihrer Umbenennung 1843 den Namen des Herzogs von Crillon trägt. Zuvor hieß sie Place de l’Oulle und anschließend Place de la Comédie.
Die Fassade im italienischen Stil zählt zu den frühesten eigenständig entworfenen Theaterfassaden Frankreichs. Vier ionische Pilaster tragen einen Dreiecksgiebel mit der Strahlenkrone Apollons und eine Balustrade mit vier Ziervasen.
Im Inneren bot das Theater ursprünglich luxuriöse Logen für Würdenträger wie den päpstlichen Vize-Legaten und den Universitätsrektor. Diese wurden im 19. Jahrhundert bei der Umwandlung in Wohn- und Geschäftsräume entfernt, sodass heute nur die Fassade original erhalten ist.

## Restaurierung und heutige Nutzung
Zwischen 1978 und 1979 wurde die Fassade im Rahmen des städtischen Programms Avignon ville moyenne unter Leitung des Architekten Jean Sonnier restauriert. Dabei rekonstruierte man Dekorelemente wie Satyrköpfe und Voluten nach dem Originaldevis von 1733, der jedoch keine detaillierten Entwürfe enthielt. Kritiker bemängelten die stilistische Inkongruenz der Rekonstruktion, insbesondere die überdimensionierten Satyrköpfe und unnatürlich geformten Voluten, die auf spekulativen Interpretationen beruhten.
Heute beherbergt das Gebäude ein Modegeschäft und ist Teil des städtischen Kulturpfads La balade des Musées et hôtels particuliers, der bedeutende historische Stätten verbindet.